# Reinhold Lobedanz
Reinhold Lobedanz (Schwerin, 29 augustus 1880 - ?, 5 maart 1955) was een Oost-Duits christendemocratisch politicus.
Lobedanz studeerde na het gymnasium (1890-1899) rechten in Heidelberg, Leipzig en Rostock. Werkte daarna bij de rechtbanken van Schwerin en Mecklenburg en bij een verzekeringsmaatschappij. Van 1919 tot 1930 was hij voorzitter van de DDP (Duitse Democratische Partij) van Schwerin. Vanaf 1923 was hij tevens voorzitter van de DDP van de deelstaat Mecklenburg-Schwerin.
In de jaren twintig en dertig was hij een hoge ambtenaar op het Ministerie van Binnenlandse Zaken van Mecklenburg-Schwerin.
Tijdens het naziregime was hij bestuurssecretaris van het Ministerie van Onderwijs, Kunsten en Volksgezondheid van Mecklenburg.
In juni 1945 was hij een van de oprichters van de Mecklenburgse Christlich-Demokratische Union Deutschlands (DDR) (CDU). Van 1945 tot 1950 was hij voorzitter van de CDU van de deelstaat Mecklenburg-Voor-Pommeren. Vanaf 1950 was hij derde, later vierde voorzitter van de Oost-Duitse CDU.
Van november 1945 tot maart 1950 was Lobedanz lid van het directiebestuur van het Ministerie van Binnenlandse Zaken van Mecklenburg-Voor-Pommeren.
Van 1949 tot 1950 was hij lid van de Volkskammer (Tweede Kamer) en van 1949 tot zijn dood voorzitter van de Länderkammer (Eerste Kamer) van de DDR.
Van 1950 tot 1955 was hij lid van de Politieke Commissie (Secretariaat) van de CDU en van 1952 tot 1955 lid van de districtsleiding van de CDU van Mecklenburg-Voor-Pommeren. In 1954 werd hij onderscheiden met de Vaderlandse Verdiensten Orde van de DDR.